# Bergenstammia thomasi
Bergenstammia thomasi är en tvåvingeart som beskrevs av Vaillant och Gilles Vincon 1998. Bergenstammia thomasi ingår i släktet Bergenstammia och familjen dansflugor. Inga underarter finns listade i Catalogue of Life.